# Oberonia menglaensis
Oberonia menglaensis är en orkidéart som beskrevs av Sing Chi Chen och Zhan Huo Tsi. Oberonia menglaensis ingår i släktet Oberonia och familjen orkidéer. Inga underarter finns listade i Catalogue of Life.